# Aeroportul Araguaína
Aeroportul Araguaína (IATA: AUX, ICAO: SWGN) este un aeroport din Araguaína, Tocantins, Região Norte do Brasil⁠(d), Brazilia ce deservește zona Araguaína. Aeroportul a fost tranzitat în 2022 de 16.533 de pasageri. A fost numit după zona deservită.
Situat la o altitudine de 235 m, aeroportul dispune de 2 piste.

## Infrastructură

### Piste
Aeroportul dispune de 2 piste. Pista 9/27 are suprafața de asfalt și dimensiunile 1.804 m × 45 m. Pista 11/29 are suprafața de pietriș și dimensiunile 1.000 m × 25 m. 